# Schweinhausen

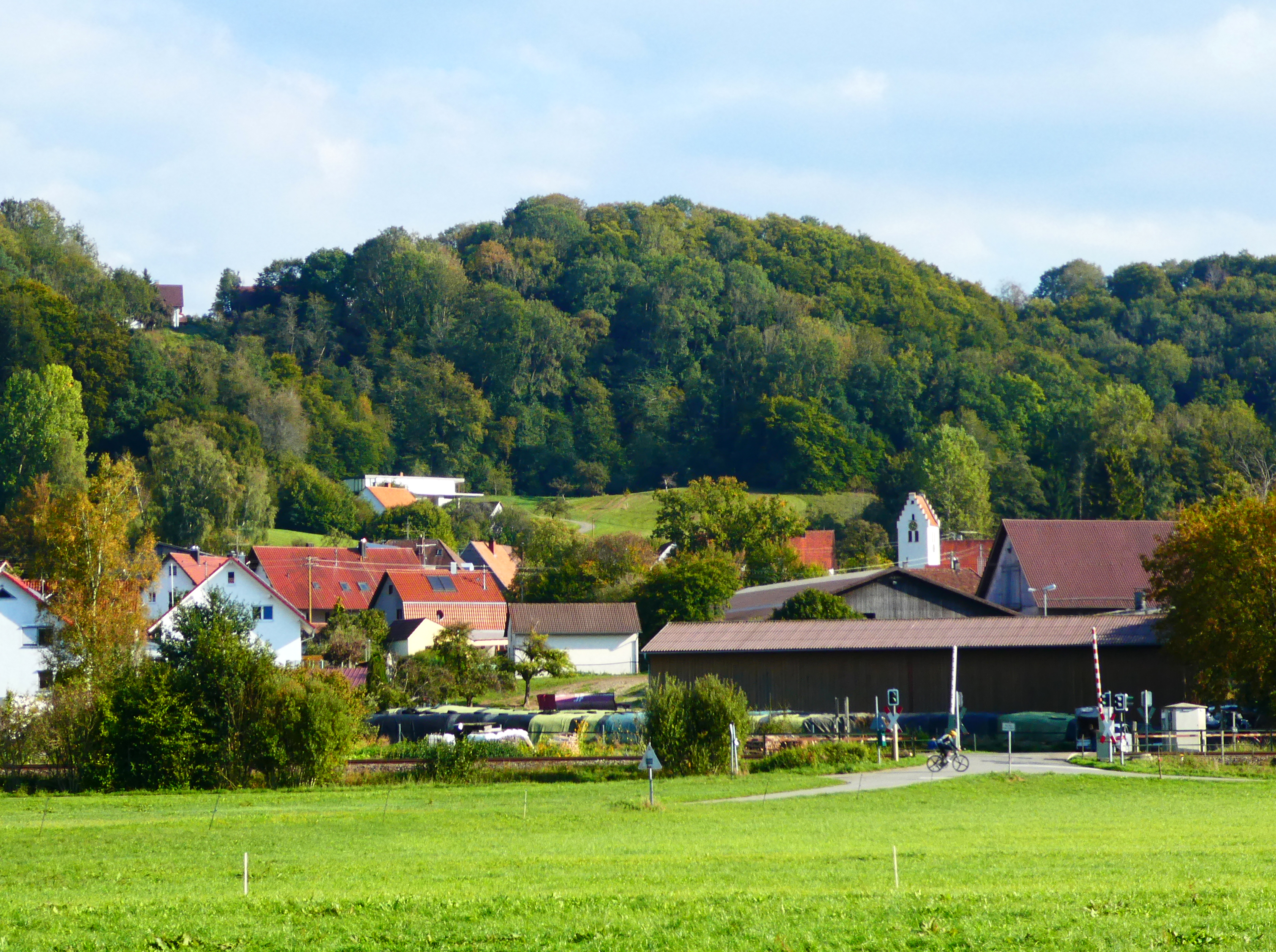
Schweinhausen, im Hintergrund der Bergsporn, auf dem die Burg Schweinhausen stand

Schweinhausen ist ein Teilort der Gemeinde Hochdorf im Landkreis Biberach in Oberschwaben.

## Beschreibung
„Suenhusen“ um 1142 oder auch „Sweinhusen“ (ahd. Swein. = Knappe, Knecht) so geschrieben um 1185 ist ein Bindestrich–hausen Ort, der vermutlich zur Zeit der Merowingischen Landnahme im 7. Jahrhundert entstanden ist. Von den merowingerzeitlichen Reihengräbern, die beim Bau der Bahnstrecke Ulm–Friedrichshafen angeblich gefunden wurden, liegen keine Gegenstände oder schriftliche Dokumente vor. Nur bei den Schweinhausen zugehörigen Weilern Busen- (1521) und Wettenberg (1437) auf dem Hochgeländ, kann davon ausgegangen werden, dass es sich um mittelalterliche Rodesiedlungen handelt.

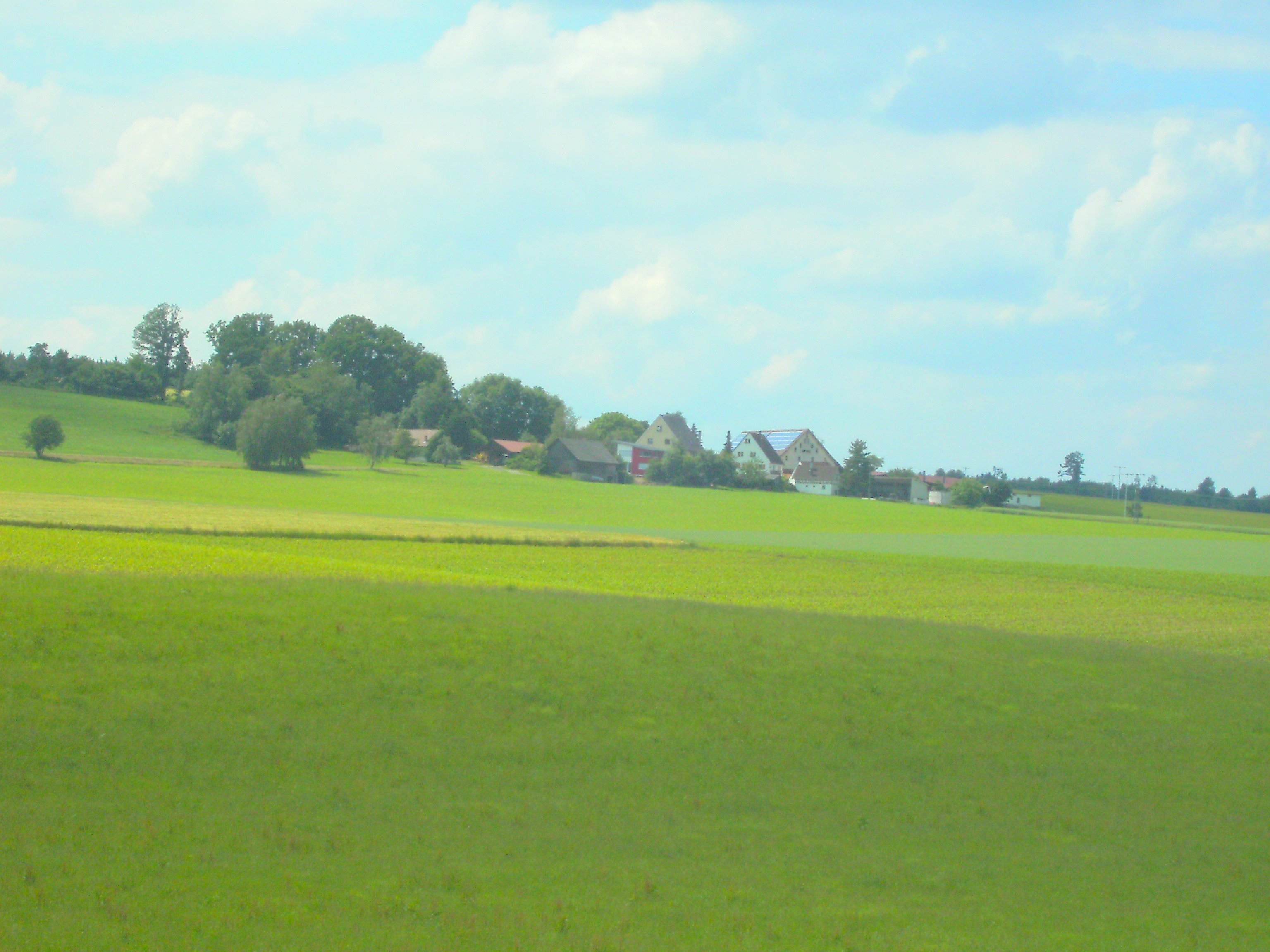
Busenberg auf dem Hochgeländ, an dessen Fuß Schweinhausen liegt

Im 12. Jahrhundert benannte sich ein Niederadel nach dem Ort Schweinhausen. Sie könnten auch die Erbauer der abgegangenen Burg Schweinhausen gewesen sein. Der Kaiser bestätigte um 1124 einen Heinrich von Schweinhausen als Teilvogt über die Klosterorte Ingoldingen und Degernau.
König Philipp von Schwaben und Irene von Byzanz verbrachten nach ihrer Hochzeit, die im Mai 1197 bei Augsburg stattgefunden haben soll, bis September 1197 ihre Flitterwochen auf der Burg Schweinhausen. Aus dieser Zeit ist eine am 30. Juli 1197 in Schweinhausen (aput Swenhusen) ausgestellte Urkunde Philipps erhalten.
Später wurden Ort und Burg habsburg-österreichisch, kamen dann an die aus Tirol stammenden von Neidegg/Neideck, die mit Victor von Neidegg 1502 erloschen, bevor die Herrschaft 1520 von den vier Erbtöchtern an die Truchsessen von Waldburg verkauft wurde. In diesen Urkunden aus dem Jahre 1520 wird auch ein Amt Schweinhausen erwähnt, dessen Ammannen-Amt 1608 der Tafernwirt von Schweinhausen innehatte. Im 15. Jahrhundert verwahrloste die Burg und im 17. Jahrhundert wurde sie endgültig abgebrochen, die Steine von Burg und Kapelle zum Bau der Heinrichsburg auf der Gemarkung von Eberhardzell verwendet. Im Jahre 1582 errichteten die Waldburger auf dem Territorium von Schweinhausen eine Zollstation gegenüber der freien Reichsstadt Biberach. Kirchlich wurde Schweinhausen von Ummendorf aus betreut.
Nach 1806 kam Schweinhausen zum Patrimonialamt Waldsee, später zum königlichen Oberamt Waldsee und 1938 zum Landkreis Biberach.
Am 1. Januar 1975 wurde Schweinhausen nach Hochdorf eingemeindet.

## Wappen
Blasonierung: Geteilt; oben in Gold ein stehender schwarzer Löwe, unten in Schwarz ein durchgehendes goldenes Kreuz. Der Löwe verweist auf die Herzöge von Schwaben und die Waldburger. Das goldene Kreuz erinnert an das Bistum Rottenburg und den hier geborenen Bischof Sproll.

## Bauwerke
- Burg Schweinhausen (Burgstall)
- Pfarrkirche Mariä Himmelfahrt

## Söhne und Töchter des Ortes
- Alfons Hug (* 1950), Kurator, Kunstkritiker und Ausstellungsmacher
- Bischof Joannes Baptista Sproll, Sohn eines Straßenwärters und Widerstandskämpfer gegen das Nazi-Regime